# Кристиан Эрнст Саксен-Кобург-Заальфельдский
Кристиан Эрнст Саксен-Кобург-Заальфельдский (нем. Christian Ernst von Sachsen-Coburg-Saalfeld, 18 августа 1683 — 4 сентября 1745) — герцог Саксен-Кобург-Заальфельдский.

## Биография
Кристиан Эрнст был сыном саксен-заальфельдского герцога Иоганна Эрнста и Софии Гедвиги Саксен-Мерзебургской. Он влюбился в Кристиану Фредерику фон Косс, которая была дочерью заальфельдского лесничего. Если отец со временем смирился с этим, то единокровный брат Франц Иосия — нет, и когда Кристиан Эрнст 18 августа 1724 года сочетался с Кристианой Фредерикой неравным браком, то Франц Иосия оспорил права наследства. В итоге отец решил, что после его смерти два брата будут управлять герцогством совместно, чтобы избежать раздела владений.
Иоганн Эрнст умер в 1729 году, и управление герцогством перешло в руки Кристиана Эрнста, но с 29 июля 1735 началось совместное правление братьев: при этом Кристиан Эрнст правил из Заальфельда, а Франц Иосия перебрался в крепость Фесте Кобург. Будучи старшим сыном, Кристиан Эрнст вёл все дела.
Тем временем, так как некоторые старшие братья Иоганна Эрнста умерли ещё раньше, не оставив наследников мужского пола, тянулся спор о наследстве, известный как «спор о правах на Кобург, Эйзенберг и Рёмхильде». Спор был разрешён в 1735 году, когда по решению императора Карла VI основная часть герцогства Саксен-Кобург (с Кобургом, Родахом, Мёнхрёденом и половиной Нойхауса) была передана герцогству Саксен-Заальфельд, в результате чего образовалось герцогство Саксен-Кобург-Заальфельд.
Кристиан Эрнст был склонен к пиетизму, и превратил Заальфельд в один из его оплотов. В 1727 году он пригласил в Заальфельд Николая Людвига Цинцендорфа, и впоследствии поддерживал с ним интенсивную переписку.
Кристиан Эрнст умер в 1745 году, не имея детей, и герцогство перешло к его единокровному брату Францу Иосии.